# Nelson Cerqueira
Nelson Cerqueira (Irará, 17 de junho de 1942) é um jornalista, professor e escritor brasileiro,  presidente da Academia de Letras da Bahia, doutor e mestre em Literatura comparada pela Indiana University. 

## Biografia
Nascido em Irará, Bahia, Cerqueira, é autor de 18 obras e escreveu, entre outros, o livro "A Critica Marxista  de Franz Kafka", "A  estética da  recepção da poesia de Agostinho Neto" e "Hermenêutica & literatura: Um estudo sobre William Faulkner e Graciliano Ramos".
Graduado em Língua e Literatura Alemã para UFBA,  professor colaborador do Programa de Pós-graduação da Faculdade de Direito  Nelson Cerqueira  ocupa a  Cadeira 4 da Academia de Letras da Bahia  que antes pertencia a Geraldo Machado e tem como patrono Sebastião da Rocha Pita.